# Meilhan, Landes
Meilhan là một xã, thuộc tỉnh Landes trong vùng Nouvelle-Aquitaine. Xã này có diện tích 39,07 km², dân số năm 2006 là 1045 người. Xã này nằm ở khu vực có độ cao trung bình 61 mét trên mực nước biển.

## Biến động dân số
| Năm | 1962 | 1968 | 1975 | 1982 | 1990 | 1999 | 2006  |
| --- | ---- | ---- | ---- | ---- | ---- | ---- | ----- |
| Dân số | 911  | 951  | 839  | 859  | 872  | 998  | 1 045 |
| From the year 1962 on: No double counting—residents of multiple communes (e.g. students and military personnel) are counted only once. |      |      |      |      |      |      |       |